# Sessions de Paray-le-Monial
Les sessions de Paray-le-Monial sont des rassemblements religieux d'une durée de trois à six jours, organisés et animés par la Communauté de l'Emmanuel à Paray-le-Monial tous les étés depuis 1975, autour d'un thème défini développé au cours de plusieurs activités, et s'adresse à tout public. Elles attirent chaque été entre 20 et 30.000 personnes.

## Présentation
Depuis 1975, différentes sessions se succèdent, avec un cadre de vacances estivales et des veillées festives sur le site du parc du Moulin Liron, ou le Forum des Jeunes aux vacances d'hiver.
La ville de Paray-le-Monial est choisie comme cœur de vacances spirituelles où se rencontrent grands témoins de la foi et vacanciers, pour son histoire spirituelle depuis la fin du XVIIe siècle.
Des personnalités sont venues y participer : Jean Vanier, Mère Teresa, Jean-Paul II, Michael Lonsdale, Grégory Turpin…

## Description
Les participants sont rassemblés en général le matin pour les enseignements et le soir pour les veillées avec chants et prière d'adoration.
L'après-midi, ils suivent le parcours (le “carrefour”) qui l’intéresse, parmi divers sujets : éducation, sexualité, bioéthique, la prière, la miséricorde, la mission, l’engagement chrétien dans la société, la spiritualité, les difficultés de relations familiales, l'écologie, l'amour conjugal, la foi, la relation à Dieu, l'entraide fraternelle…
Les logements et repas sont sur place. Le fonctionnement des sessions s'appuie en grande partie sur le bénévolat et les services, notamment des J2S c'est-à-dire les Jeunes volontaires au Service des Sessions.
Les “sessions pour tous” accueillent tout public, en particulier les familles et leurs enfants et adolescents ; tandis que le “Forum des Jeunes” s'adresse en particulier aux 18-27 ans. Une ou deux “journées des malades” ponctuent aussi ces sessions d'été.
Au sein des sessions, des rencontres spécifiques sont organisées entre les personnes porteuses de handicap (avec l’OCH), Festival Paray avec l'OCH, entre les personnes divorcées et remariées, entre les personnes homosexuelles, entre les gens du voyage, pour personnes célibataires, couples, parents seuls, familles, et pour des personnes d'autres religions (juifs, etc.).
La communauté de l’Emmanuel et l’association Courage international proposent lors des sessions de Paray-le-Monial, de 2015 à 2017, le parcours  Homosexualité : vivre avec et accompagner dont la particularité est de préconiser aux participants de vivre la continence et la chasteté. Pour l'intervenante Élisabeth Content : « À partir du moment où l’on croit au Christ, on ne peut continuer à vivre dans le péché et être coupé en deux… Mais cette unification ne se fait que petit à petit »,.

## Controverses
Les habitants se plaignent du bruit engendré par ces sessions. Cependant Jean-Marc Nesme, maire de Paray-le-Monial estime qu'elles sont « une chance pour la ville, pour la population ». D'autre part, des associations dont la ligue des droits de l'homme ont dénoncé certains parcours proposés aux personnes homosexuelles pendant ces sessions, comme étant « homophobes, humiliants et discriminants ».